# 希尔伯特旅馆悖论
希尔伯特旅馆悖论是一个与无限集合有关的数学悖论，由德国数学家大卫·希尔伯特提出。

## 旅馆悖论
假设有一个拥有可数无限多个房间的旅馆，且所有的房间均已客满。或许有人会认为此时这一旅馆将无法再接纳新的客人（如同有限个房间的情况），但事实上并非如此。

### 有限个新客人
设想此时有一个客人想要入住该旅馆。由于旅馆拥有无穷个房间，因而我们可以将原先在1号房间原有的客人安置到2号房间、2号房间原有的客人安置到3号房间，以此类推，这样就空出了1号房间留给新的客人。重复这一过程，我们就能够使任意有限个客人入住到旅馆内。

### 无限个新客人
另外，我们还能使可数无限个新客人住到旅馆中：将1号房间原有的客人安置到2号房间、2号房间原有的客人安置到4号房间、n号房间原有的客人安置到2n号房间，这样所有的奇数房间就都能够空出来以容纳新的客人。

### 无限个客车且每个客车有无限客人
我们甚至能够将可数无限个客车上的旅行團員（其中每个客车上有可数无限个客人）安排进旅馆。不过，这需要有一个前提条件：所有客车上的每个座位都已经编好了次序（即旅馆管理员对客人的安排满足选择公理）。首先，如同前面一样将所有奇数房间都清空，再将第一辆客车上的客人安排在第3n号房间（n=1, 2, 3, ...）、第二辆客车上的客人安排在第5n号房间，以此类推，将第i辆客车上的客人安排在第pn号房间（其中，p是第i+1个质数）。
另外，还能够通过客车的车牌号与客人的座位号来解决这一问题。先将旅馆设为第0号客车，然后将车牌号与座位号交替书写，即能得到客人的房间号码。如果客人已經住在旅館，且是在1729号房间，则移动到01070209号房间，如果客人是在198号客车上的4935座则移到第04199385号房间。

## 分析
这一问题虽然被称作“悖论”，但事实上它并不矛盾，而仅仅是与我们直觉相悖而已。在有无限个房间时，“每个房间都客满”与“无法入住新的客人”两者其实并不等价。
无限集合的性质与有限集合的性质并不相同。对于拥有有限个房间的旅馆，其奇数号房间的数量显然总是小于其房间总数的。然而，在希尔伯特所假想的这一旅馆中，奇数号房间数与总房间数是相同的。在数学上可以表述为包含所有房间的集合的势与包含所有奇数号房间的子集的势相同。事实上，无限集合都拥有这样的特点，所有无限集合都与它的某些子集的势相同。对于可数集，其势记为{\displaystyle \aleph _{0}}（阿列夫零）。
另外，我们还可以说，对于任意可数无限集，都存在由这一集合至自然数集的双射，即便这一集合（如有理数集）本身就包含了自然数集。

## 宇宙哲学争论
由于希尔伯特的这一悖论违反了我们的直觉，因而被经常利用否定实无穷的存在來作實質謬誤推論。

## 外部連結
- Hilbert infinite hotel （页面存档备份，存于）. M. Hazewinkel. Encyclopedia of Mathematics, Springer. Accessed May 25, 2007.
- Welcome to the Hotel Infinity! — The paradox told as a humorous narrative, featuring a hotel owner and a building contractor based on the feuding 19th-century mathematicians Georg Cantor and Leopold Kronecker.